# Sidney Hook
Pour les articles homonymes, voir Hook.
Sidney Hook, né le 20 décembre 1902 à New York  et mort le 12 juillet 1989 à Stanford, est un philosophe américain de l’école pragmatique. Après avoir embrassé le communisme dans sa jeunesse, Hook se mit à critiquer les différents totalitarismes, que ce soit le fascisme et le marxisme-léninisme.

## Œuvres
- The Metaphysics of Pragmatism, Chicago, 1927 ;
- Toward the Understanding of Karl Marx: A Revolutionary Interpretation, New York, 1933 ;
- The Meaning of Marx [Symposium by Bertrand Russell, John Dewey, Morris R. Cohen, Sherwood Eddy, and Sidney Hook], New York, 1934 ;
- From Hegel to Marx: Studies in the Intellectual Development of Karl Marx, New York, 1936
- John Dewey: An Intellectual Portrait, New York, 1939 ;
- The Hero in History, New York, 1943 ;
- Education for Modern Man, New York, 1946 ;
- Der Held in der Geschichte, Nürnberg: Nest-Verl., 1951 ;
- Heresy, Yes – Conspiracy, No, New York, 1952 ;
- Marx and the marxists, Princeton: van Nostrand, 1955 ;
- The Quest for Being, and Other Studies in Naturalism and Humanism, New York, 1961 ;
- From Hegel to Marx, Ann Arbor: University of Michigan Press, 1962 ;
- Paradoxes of Freedom, Berkeley, 1962 ;
- Pragmatism and the Tragic Sense of Life, 1974 ;
- Paul Kurtz and Miro Todorovich (ed.), The Philosophy of the Curriculum : 1975 ;
- Out of Step: An Unquiet Life in the 20th Century, New York, 1987.